# Zawadka (powiat limanowski)
Zawadka – wieś w Polsce położona w województwie małopolskim, w powiecie limanowskim, w gminie Tymbark.
W miejscowości znajduje się Szkoła Podstawowa im. Tadeusza Kościuszki, siedziba komisariatu policji i Ochotnicza Straż Pożarna.

## Położenie
Miejscowość leży w Beskidzie Wyspowym nad rzeką Łososiną, lewym dopływem Dunajca.

## Historia
Wieś została założona, według legendy, przez Kazimierza Wielkiego.
Mieszkańcy czynnie brali udział w I i w II wojnie światowej. Często uczestniczyli w walkach partyzanckich. Znana jest historia wysadzenia wiaduktu kolejowego znajdującego się w miejscowości. Okupacja hitlerowska trwała od 6 września 1939 do 19 stycznia 1945 (wkroczenie wojsk radzieckich).
W latach 1975–1998 miejscowość należała administracyjnie do województwa nowosądeckiego. Od 1999 roku wieś należy do powiatu limanowskiego.

## Miejscowości sąsiednie
Tymbark, Podłopień, Wilkowisko i Rupniów.